# 通州西站

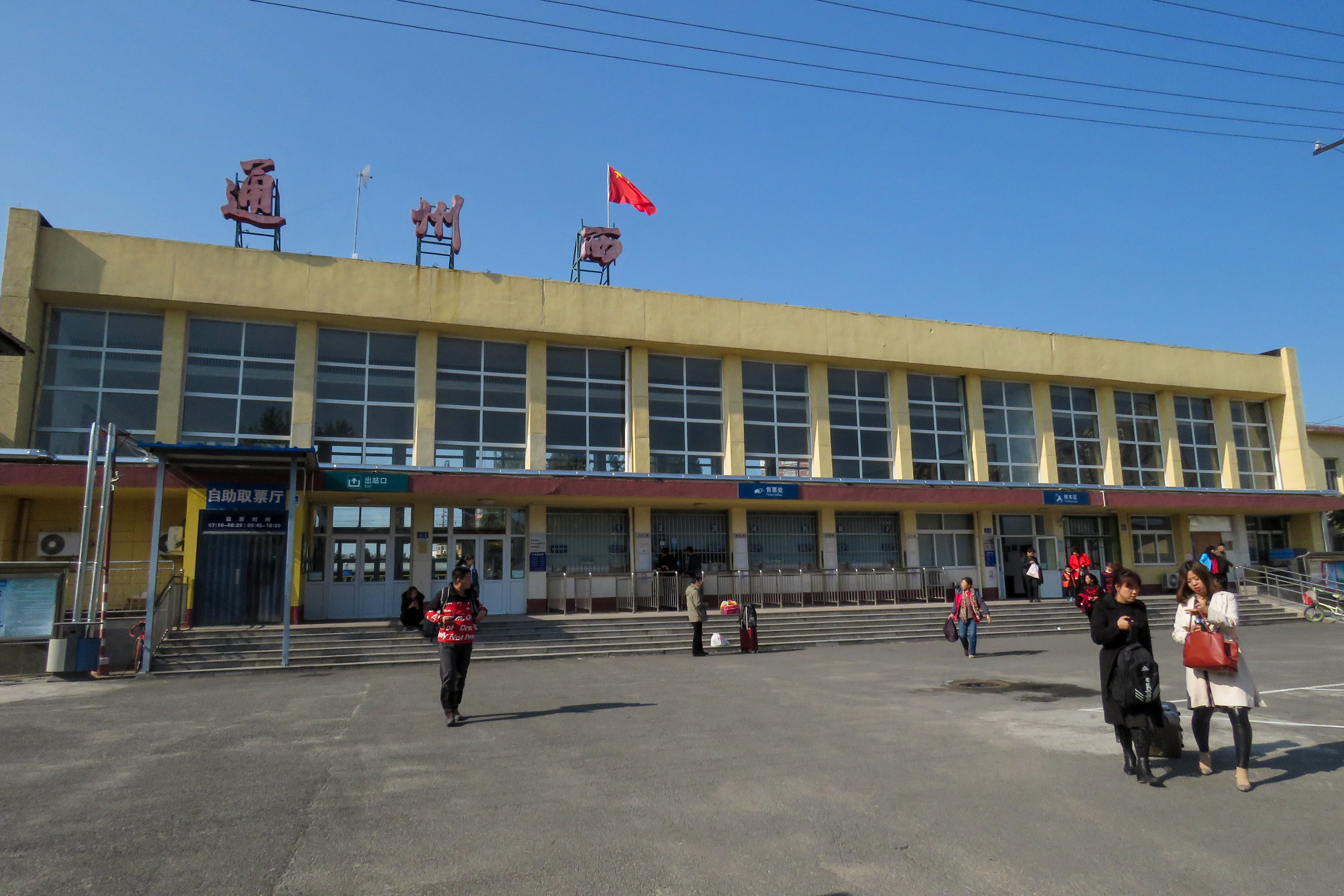
拆违前的通州西站售票处、进站口及小广场

通州西站是一个京承铁路上的铁路车站，位于北京市通州区杨庄街道五里店西路11号，始建于1937年:185:353，目前为三等站，邮政编码为101100。目前客运：办理旅客乘降；行李、包裹托运；货运：办理整车、零担货物发到。

## 历史

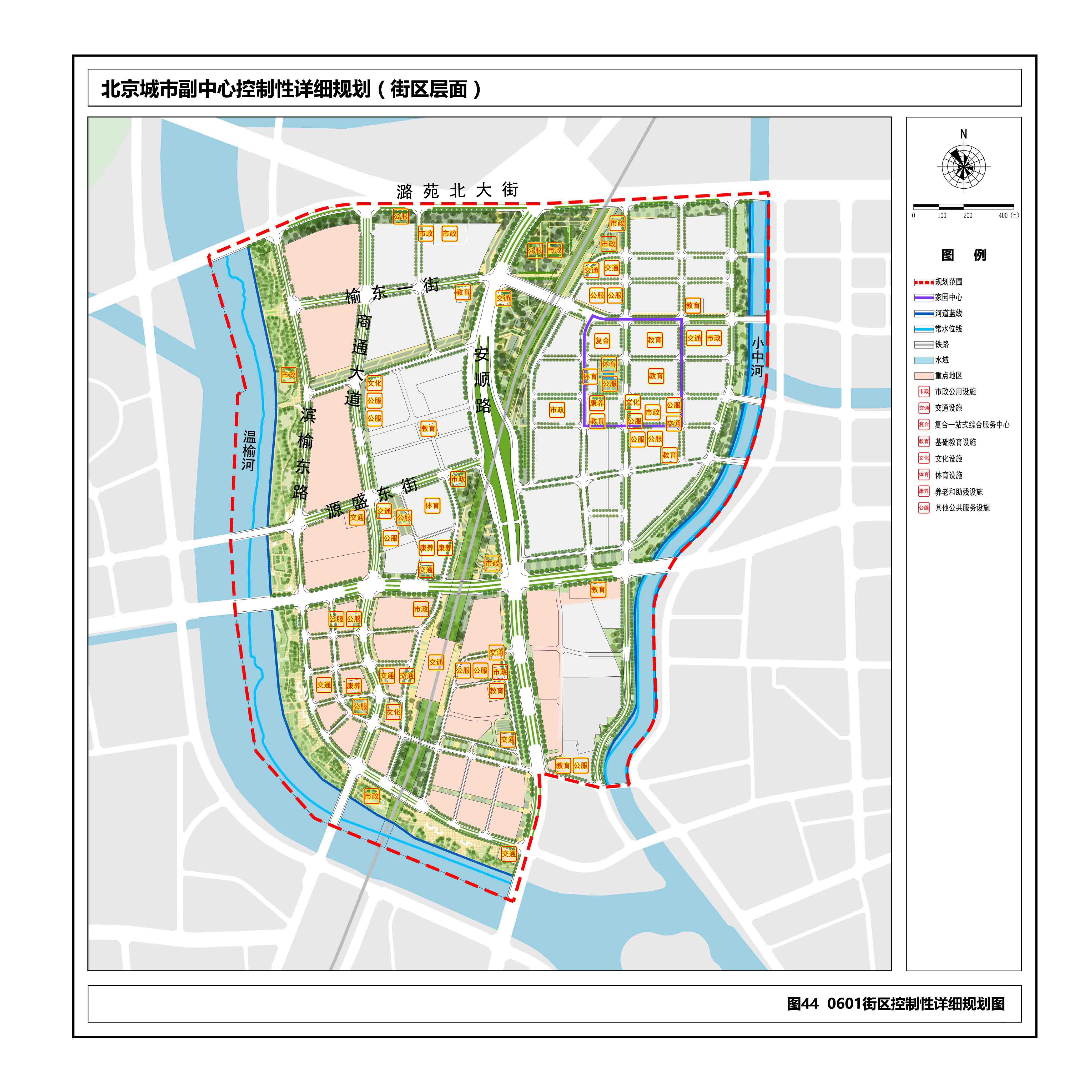
新通州西站可能的规划位置（《北京城市副中心控制性详细规划（街区层面）（2016年—2035年）》 0601街区规划图则）

通州西站于1937年随通古铁路而修建，当时称新通州站:193，1938年3月31日通车:54，1955年择线重建京承铁路时改称通县西站:353。
1973年7月19日，北京铁路局在通县西站南侧设置通县西车务段，管辖京承线、京秦线两条干线及一个乘务队。
2005年，由于通县改设为通州区，通县西站更名为通州西站。同时，通县西车务段更名为通州车务段。
2012年，通州西站外侧建起一片4187平方米的彩钢房，这片彩钢房存在电线私搭乱接等问题，且一直对外出租经营，对站容站貌及车站周边环境质量造成了影响，而由于街道与铁路长期沟通不畅，这片违建难以拆除，直至2018年北京市开始搭建路地协调机制，拆违工作才开始推进。通州西站前的违建最终于2020年5月全部拆除，该处空地计划设置公交站场、少量非机动车停车区等接驳设施。
2020年6月30日，本站开通市郊铁路通密线，每日办理通州西至怀柔北、通州西至密云北市郊列车各一对。
2020年12月28日，通州车务段迁址更名为北京北站。通州西站由段管站改为站管站。

## 车站结构
通州西站设有2个站台，但并无跨站台天桥或地道等设施。
| 站场 | 其他线   | 京承铁路 非客运列车              |
| 站场 | 其他线   | 京承铁路 非客运列车              |
| 站场 | 2站台    | 京承铁路 往承德方向（张辛）      |
| 站场 | 島式月台 |                                  |
| 站场 | 通过线   | 京承铁路 下行列车                |
| 站场 | 通过线   | 京承铁路 上行列车                |
| 站场 | 1站台    | 京承铁路 往北京方向（双桥）      |
| 站场 | 側式月台 |                                  |
| 站场 | 站房     | 进站、售票、候车、检票、办公区域 |

## 接驳交通
通州西站利用拆除违建腾退出的空间设置了公交场站，并将原有在通州北苑路口西折返的公交线路延长至通州西站。
目前，通州西站是以下6条公交线路的起讫站：
北京公交集团：591路开往乔庄、810路开往香河总站、938路开往安平香汐花园、T103路开往柴厂屯、T118路开往土桥公交场站、专157路开往地铁通州北关站

## 未来发展
根据《北京城市副中心控制性详细规划（街区层面）（2016年—2035年）》所示，通州西站将由通州北苑地区搬迁至温榆河北岸、通顺路以西、富河大街以东的0601街区。搬迁后将引入北京通州地铁1号线，并在五里店线路所（京哈京承联络线）建成后，承担京哈、京承两条铁路客运列车的始发终到作业，从而为进一步减轻北京站客运压力创造条件。